# 三阿僧祇劫
三阿僧祇劫，或称三大阿僧祇劫、三僧劫、三祇劫，大乘佛教术语，發願成佛者，從菩萨至成佛之年时。

## 概述
阿僧祇劫（羅馬化：asaṃkhyeya-kalpa）者，意译无数长时。劫這個時間單位有大中小三者，這裡所謂的“劫”为大劫，故曰“三大阿僧祇劫”。
菩萨之阶位有五十位：十信十住十行十回向之四十位，为第一阿僧祇劫；十地之中，自初地至第七地，为第二阿僧祇劫；自八地至十地为第三阿僧祇劫。第十地圓滿，即佛果也。凡修行成佛者， 必須經歷如此曠久之時，這稱爲累劫修行、歷劫修行。
禪宗達摩祖師則說：三大阿僧祇劫，不是指億萬年的時間，是指貪嗔癡等無量的妄念。世人以為時間太長，而氣餒生退轉心，其實解脫只在自己決心。有些教派以此認為不可能一世成佛，禪宗等則認為，世尊的教化就是為了一世成佛，禪宗歷代祖師就是明證。

## 區辨
在大乘佛教中，菩薩從發願到成佛，需要三大阿僧祇劫。
在以聲聞、緣覺爲主要教法的南傳佛教中，菩薩行者在發願後，需要在佛陀住世時受到佛陀的授記，才能稱為菩薩。從成為菩薩到成佛，必須累積十波羅密修行最少四大阿僧祇加上十萬大劫。

## 外部連結
. 如来藏網.   [2019-12-11]. （原始内容存档于2019-11-23）.